# コロプラ
株式会社コロプラ（英: COLOPL,Inc.）は、オンラインゲームの開発・運営などを主な事業とする日本の企業。コンピュータエンターテインメント協会・日本オンラインゲーム協会正会員、モバイル・コンテンツ・フォーラム会員。

## 概要

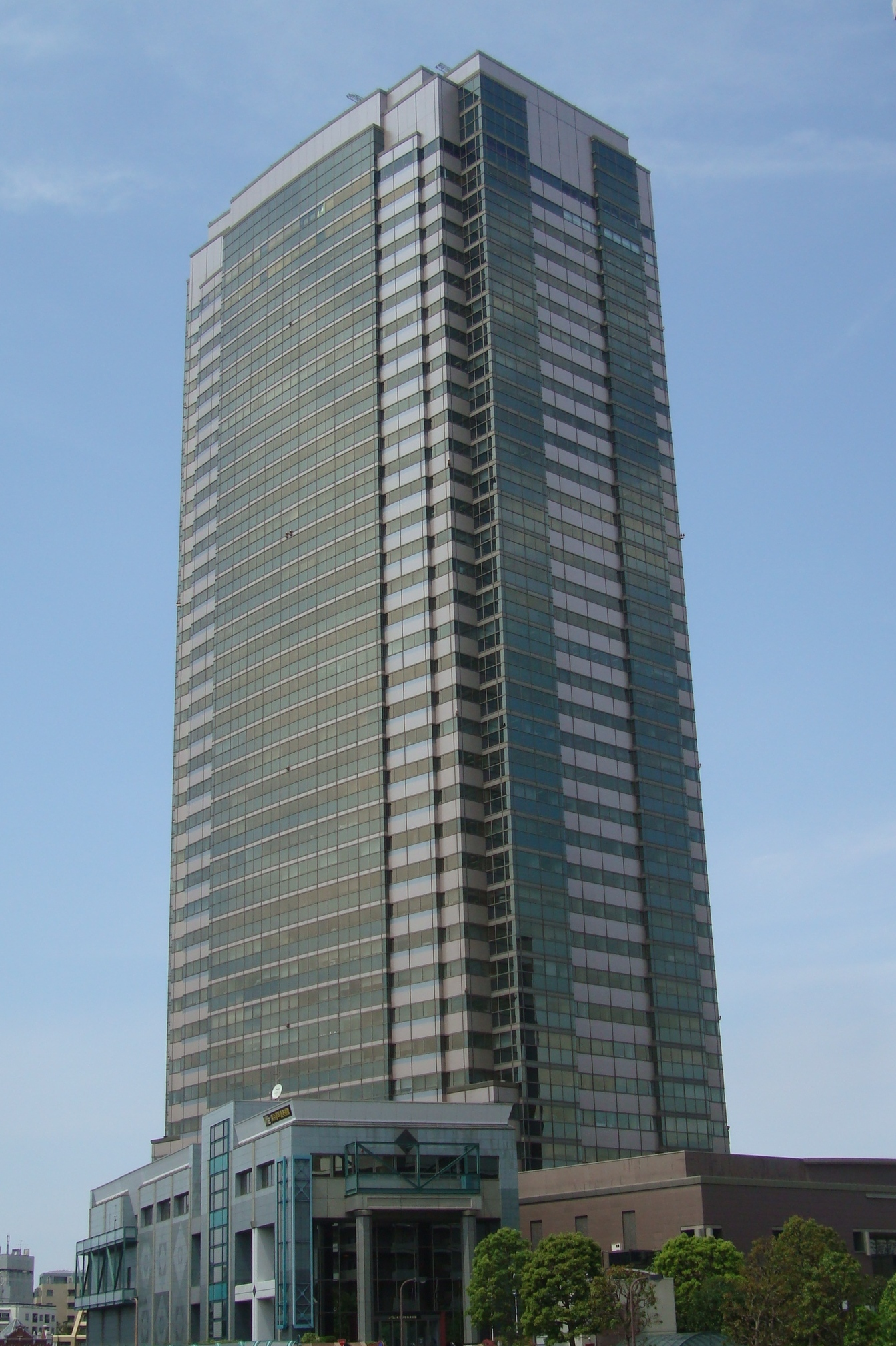
2022年まで本社が入居していた恵比寿ガーデンプレイスタワー

2003年、創業者の馬場功淳がKLabに勤務の傍ら、個人的な副業として始めた位置ゲー「コロニーな生活」が発祥である。ゲームが人気化したことにより独立し、2008年にコロプラを法人化した。
「コロニーな生活」を法人化する際に、初心を忘れることがないように会社設立当時のサイト名「コロニーな生活☆PLUS」の愛称である「コロプラ」を社名とした。
法人化以降は、「コロニーな生活」をベースにした他業種企業との提携や、位置ゲーを含めた携帯端末向けゲームの開発を積極的に行っている。2013年1月 - 3月の売上比率では、「プロ野球PRIDE」をはじめとするスマートフォン向けネイティブアプリが全体の77%を占めている。
コロプラは「位置ゲー」という商標の登録者でもある。（第5302412号、第5430573号）
2013年3月27日にgloops子会社でニュースサイト「Social Game Info」を運営するソーシャルゲームインフォ（現ゲームビズ）を買収。
2013年10月3日から、日本テレビで単独提供ミニ番組『アソビラボ』（毎週木曜22時前）の放送が開始された。
2012年12月13日に東京証券取引所マザーズに上場、2014年4月22日に東京証券取引所第一部に市場変更された。
2015年よりJリーグのトップパートナーとなる（2016年末で終了）。
2016年5月10日、エイティングを子会社化した。
2020年4月3日付でMAGES.の持つ発行済全株式を取得し完全子会社化。
同年9月1日付でソーシャルインフォの株式をブシロードに譲渡。
2021年5月1日付でインディゴゲームスタジオを吸収合併。
2022年2月1日、本社を東京都渋谷区恵比寿4丁目20番3号 恵比寿ガーデンプレイスタワー11階から東京都港区赤坂9丁目7番2号 ミッドタウン・イースト6Fへ移転。

## アプリケーション一覧
コロプラプラットフォーム上で提供される、携帯電話（フィーチャーフォン）またはスマートフォン向けのゲームアプリである。「コロプラ」における直接開発・提供アプリもあれば、他社によって開発・運営されているものもある。近年は他社によるものが多い。

### 提供中のアプリ
- コロニーな生活
- 駅奪取PLUS
- ステーションメモリーズ!
- 戦国いろは
- キングダムブレイク
- ジョリーロジャー 〜謎の文明と海賊島〜
- ぼくのレストラン2
- ドラゴンタクティクス
- サッカー日本代表ヒーローズ
- ガルショ☆
- 幻獣姫
- 100万人の三國志
- 100万人のWinning Post
- 魁!!男塾～連合大闘争編～
- 野球魂サムライナイン
- チョコッと農園
- プラチナガール
- 宇宙戦艦ヤマト2202
- 初音ミク　ぐらふぃコレクション
- ろくでなしBLUES～激闘クロニクル～
- 異世界魔王と召喚少女の奴隷魔術 X Reverie
- からくりサーカス ～Larmes d’un Clown～
- 怪盗夜想曲◆ファントムノクターン
- ヴァンパイア†ブラッド
- LOVE：QUIZ
- 戦国LOVERS
- DEADorLOVE
- エターナルスカーレット
- オレの彼女はJKOL
- 天使クラブ
- ぶっ飛び三国
- 東京カジノプロジェクト

### 提供が終了しているアプリ
- キャリー・ストーリー
- きらめきマーケット
- おでかけシルクロード
- 創聖のアクエリオン〜究極激闘編〜
- スタプラ! - 東映アニメーション他との協業
- バトルガールハイスクール
- 鷹の爪団のアヤマル大作戦
- 鷹の爪あなたが世界征服+
- 集めて戦え!トラベルモンスター!
- 陰陽の道-大正幻想録-
- ミリタリーコンバット
- ダービーズキングの伝説
- 釣りロマンを求めて presents 釣りドキッ♪
- 海の上のカメ農園Plus
- くにつく
- 戦国武将姫-MURAMASA-
- ケイオスブレイド
- ドラゴンキャバリア
- ドラゴンハンターUTOPIA
- 狩りとも
- ミリオンアーサーエクスタシス

## サブブランドで提供中のアプリ
- クイズRPG 魔法使いと黒猫のウィズ
- 白猫プロジェクト
- 白猫テニス
- Disney Tsum Tsum Land
- アリス・ギア・アイギス
- ドラゴンクエストウォーク
- 白猫ゴルフ
- フェスティバトル
- 異世界∞異世界
- 神魔狩りのツクヨミ

くまべあブランド
- ほしの島のにゃんこ

モバイルネットワークゲーム
- プロ野球PRIDE
- プロ野球VS

### 提供が終了しているアプリ
- 秘宝探偵キャリー
- バトルガール ハイスクール
- DINO DOMINION（『恐竜ドミニオン』のグローバル版）
- PaniPani-パラレルニクスパンドラナイト-
- ドラゴンプロジェクト
- 最果てのバベル
- Disney Magician Chronicles
- 恐竜ドミニオン
- DREAM!ing
- テイルズ オブ ルミナリア
- MONSTER UNIVERSE ※Steam版タイトルは『Volzerk』

Kuma the Bearブランド
- きらきらドロップ!
- タップサム!
- the射的!
- リズムコイン!
- わっさーゾンビ!
- むしアミ!
- 海賊射的!
- クマの発掘隊!
- バトロボ!
- B.B.クマ!
- 倒せ勇者!
- クマの花火パズル!
- わっさーエイリアン!
- どうぶつアーク!
- ソリティにゃスイーパー!
- 弾幕バラッド!
- リズムコイン2レボリューション!
- トレインシティ!
- ねらって☆マジカル!
- クマ、世界を釣る!
- ボウリングゾンビ!

STAR STUDIOS
- ユージェネ

## Oculus Rift専用アプリ
- 白猫ＶＲプロジェクト

## 提供番組

### 現在
日本テレビ系
- 1億人の大質問!?笑ってコラえて!（2016年4月 - ）
- 秘密のケンミンSHOW（読売テレビ制作、2016年4月 - ）
- ダウンタウンDX（読売テレビ制作、2016年4月 - ）

テレビ朝日系
- 金曜ロンドンハーツ（2016年4月 - ）

TBS系
- 水曜日のダウンタウン（2016年4月 - ）
- ニンゲン観察バラエティ モニタリング（2016年4月 - ）
- 櫻井・有吉 THE夜会（2016年4月 - ）
- 炎の体育会TV（2016年4月 - ）

フジテレビ系
- ネプリーグ（2016年4月 - ）
- ホンマでっか!?TV（2016年4月 - ）
- 奇跡体験!アンビリバボー（2016年4月 - ）

### 過去
- アソビラボ（日本テレビ、2013年10月3日 - 2014年9月25日）
- 街活ABC（日本テレビ、2014年10月2日 - 2017年9月28日）
- 相葉マナブ（テレビ朝日、2016年1月 - 3月）
- めちゃ×2イケてるッ!（フジテレビ、2016年4月 - 2018年3月）
- とんねるずのみなさんのおかげでした（フジテレビ、2016年4月 - 2018年3月）
- いきなり!黄金伝説。（テレビ朝日、2016年4月 - 2016年9月22日）
- SmaSTATION!!（テレビ朝日、2016年4月 - 2018年3月）
- 嵐にしやがれ（日本テレビ、2016年4月 -  2020年12月）
- アウト×デラックス（フジテレビ、2016年4月  - 2022年3月）
- 痛快TV スカッとジャパン（フジテレビ、2016年4月 - 2023年3月）
- nextクリエイターズ（テレビ朝日、2017年10月5日 - 2020年9月24日）

## CM出演者
- 澤部佑(プロ野球バーサス)
- 斎藤工(同上、澤部と共演)
- King & Prince(ディズニー ツムツムランド)

### 過去の出演者
- 大島優子（白猫プロジェクト、コロプラ企業CM）
- 福田正博（白猫プロジェクト、桜井日奈子と共演）
- 前園真聖（同上）
- じゅんいちダビッドソン（同上）
- 浅野智秋（同上）
- 矢作兼（おぎやはぎ）(同上)
- ふなっしー(魔法使いと黒猫のウィズ、白猫プロジェクト)
- はじめ(フォーリンラブ) - 白猫テニス
- 松木安太郎 - 激突!!Jリーグプニコンサッカー、白猫プロジェクトでは桜井日奈子と共演
- 高田延彦 - ドラゴンプロジェクト、声の出演
- 秦佐和子 - ドラゴンプロジェクト、声の出演
- 桜井日奈子 - 白猫プロジェクト、白猫テニス
- バービー（フォーリンラブ） - 白猫プロジェクト、白猫テニス、桜井日奈子と共演

## グループ会社
- コロプラネクスト
  - コロプラネクスト 2号ファンド投資事業組合
- リアルスタイル
- ピラミッド
- 360Channel
- エイティング
- MAGES.
- Brilliantcrypto

### 過去のグループ会社
- インディゴゲームスタジオ

## その他関連団体
- 公益財団法人クマ財団

## 問題・不祥事

### 訴訟等
任天堂による特許侵害を理由とした訴訟
- 2018年1月10日、任天堂はタッチパネル上で操作する際に使用する特許技術など5件を対象として東京地裁に提訴し、コロプラに白猫プロジェクトの差し止めと44億円の損害賠償、遅延損害金を求めた。任天堂は2016年9月頃から特許権侵害をしているとコロプラ側に1年にわたり指摘していたが、コロプラ側は特許権侵害はないと否定している。話し合いが決裂したため任天堂は訴訟に踏み切った。3月14日に新たに1件の特許権侵害を追加され、計6件の特許権侵害となった。
- 2021年2月12日、時間経過を理由に賠償額に5.5億円が上乗せされ、計49.5億円の損害賠償となる。
- 同年4月21日、時間経過を理由に賠償額をさらに47.4億円が上乗せされ、計96.9億円の損害賠償となる。
- 同年8月4日、コロプラは特許の利用にかかるライセンス使用料を含めた和解金33億円を任天堂に支払うことを発表し、本件の和解が成立した。

### 不正行為
セールスランキングの不正操作疑惑
- 2019年6月21日、アプリの課金額に応じて変動するセールスランキングを、従業員が不適切に操作した疑いがもたれることが報道された。役職者を含む2名の従業員が、自社経費850万円を使って取引先に自社ゲーム「最果てのバベル」に課金するよう依頼し、取引先による課金が6月13日に行われた疑いがもたれた。ゲームアプリの提供先であるiOSにおいて、Appleではシステムに対しての不正行為（アプリの評価の操作など）を禁止している。